# Ed Parker
Edmund Kealoha «Ed» Parker Waipa (Honolulu, Hawái, 19 de marzo de 1931-Honolulu, Hawái, 15 de diciembre de 1990), fue un artista marcial estadounidense. Fue uno de los primeros maestros occidentales, creador y 10º Dan del kenpo-karate moderno, famoso en Estados Unidos por haber iniciado en las artes marciales a artistas y cantantes de la talla de Frank Sinatra, Elvis Presley, Warren Beatty, Robert Wagner, entre otros. Murió en Honolulu de un ataque al corazón el 15 de diciembre de 1990.
Su hijo Ed Parker Jr., que interpretó a su padre en la película Dragón: La historia de Bruce Lee (1993) en la escena del campeonato internacional de Long Beach, también es practicante del sistema de kenpo de Ed Parker.

## Biografía

### Juventud
Ed Parker, nacido en Honolulu (Hawái) en el seno de una familia acomodada, comenzó su entrenamiento en artes marciales, concretamente en judo, a la edad de 12 años (a los 18 obtuvo el cinturón negro), para más tarde interesarse por el boxeo.

## Descubrimiento del Kenpo Karate
Su primer contacto con el arte del Kenpo se produjo a la edad de 16 años, cuando uno de los miembros de la iglesia a la cual pertenecía, Frank Chow, contaba a un grupo de gente cómo había vencido a un matón local. Ed, conociendo la fama de hombre duro de aquel matón, pensó que Frank estaba mintiendo en la iglesia. Sin embargo, esa idea cambió cuando observó a Frank Chow demostrar la forma en que había vencido. Esta fue la razón por la que un sorprendido Ed Parker comenzó sus estudios bajo la supervisión de Frank Chow y más tarde bajo la supervisión de su hermano William Kwai Sun Chow, compatibilizando su entrenamiento con su trabajo de guardacostas y sus estudios en la universidad Brigham Young University. Ed Parker era estudiante de Psicología, ciencias Políticas y Sociología en la citada universidad, donde impartía clases de Kenpo Karate a los estudiantes que se sentían atraídos por este desconocido y eficaz método sin armas. Recibió los conceptos innovativos y las llaves maestras que el profesor Chow desarrolló para adaptar su arte a las necesidades reales de defensa en la violenta sociedad occidental. Obtuvo su cinturón negro en 1953. El alfabeto de movimientos del Kenpo Karate fue completado por Ed Parker aplicando sus propios conocimientos y experiencias en Corea, Japón y Honolulu como "marine de guerra" americano. Adecuó el Kenpo a sus circunstancias y conservó lo tradicional solo cuando era útil. Se vio influenciado por corrientes japonesas y okinawesas aunque él optaba por múltiples golpes muy rápidos en vez de un solo golpe como la mayoría de los karatekas ejecutaban. También se vio influenciado por movimientos y agarres de Jiu-jitsu. Más tarde, cuando acabó sus estudios universitarios viajó al sur de California y allí tuvo contacto con otros artistas marciales de estilos diversos con los que compartió conocimientos. Muchos de estos practicantes habían estudiado sistemas chinos y sus conocimientos hicieron mella en el arte de Ed Parker que lo modificó haciéndolo menos rígido y más fluido.

## Inicios del Kenpo Karate
Ed Parker abrió su primera escuela de kenpo karate en Provo, Utah, en 1954 y dos años después su segunda en Pasadena, California. Fue aquí donde conoció a Terry Robinson, director físico del Beverly Wilshire Health Club. Terry quedó impresionado con el sistema de Kenpo de Parker y le invitó a enseñar a varias celebridades de dicho Club. Entre estos alumnos se encontraban actores, productores y directores; gracias a ellos, Parker fue capaz de introducir el Kenpo en el cine y la televisión. En este Club y gracias a Terry, Parker conoció a Elvis Presley, el cual se convertiría en fiel alumno y amigo de Parker. En 1962, uno de sus alumnos, John McSweeney abrió una escuela en Irlanda, lo que provocó que Parker cambiara el nombre de su organización Kenpo Karate Association of America a International Kenpo Karate Association.

## Impulso del Kenpo Karate
Fue bien conocido por su creatividad para los negocios. Ayudó a muchos artistas marciales a abrir su dojo, entrenó a especialistas de Hollywood y a celebridades como Elvis Presley (que alcanzó el grado de 8º Dan en agosto de 1974), ayudó a Bruce Lee a promocionarse permitiendo que hiciera una exhibición el 2 de agosto de 1964 en su campeonato internacional de karate en Long Beach y más tarde en el mismo campeonato en 1967 (los campeonatos internacionales de Long Beach de Ed Parker fueron el medio por el que muchas estrellas marciales se dieron a conocer como Mike Stone, Chuck Norris, Steve Sanders, Joe Lewis o Benny Urquidez). En los últimos años de vida de Elvis Presley, Ed Parker fue su guardaespaldas y trabajó como especialista y actor en el cine, en películas como Dimension 5 (1966), The money Jungle (1968), Revenge of the Pink Panther (1978), Seabo (1978), Kill the Golden Goose (1979), Seven (1979), o Curse of the Pink Panther (1983) además de en varios episodios para distintas series de TV. Fue instructor del artista marcial y actor Jeff Speakman. Además ha sido autor de varios libros, a saber, Kenpo Karate: Law of the Fist and the Empty Hand, Secrets of Chinese Karate, Ed Parker's Guide to the Nunchaku, Ed Parker's Kenpo Karate Accumulative Journal: International Kenpo Karate Association, Inside Elvis, Ed Parker's Infinite Insights into Kenpo, Vols. 1-5, The Woman's Guide to Self Defense, The Zen of Kenpo y Ed Parker's Encyclopedia of Kenpo.